# جولاج

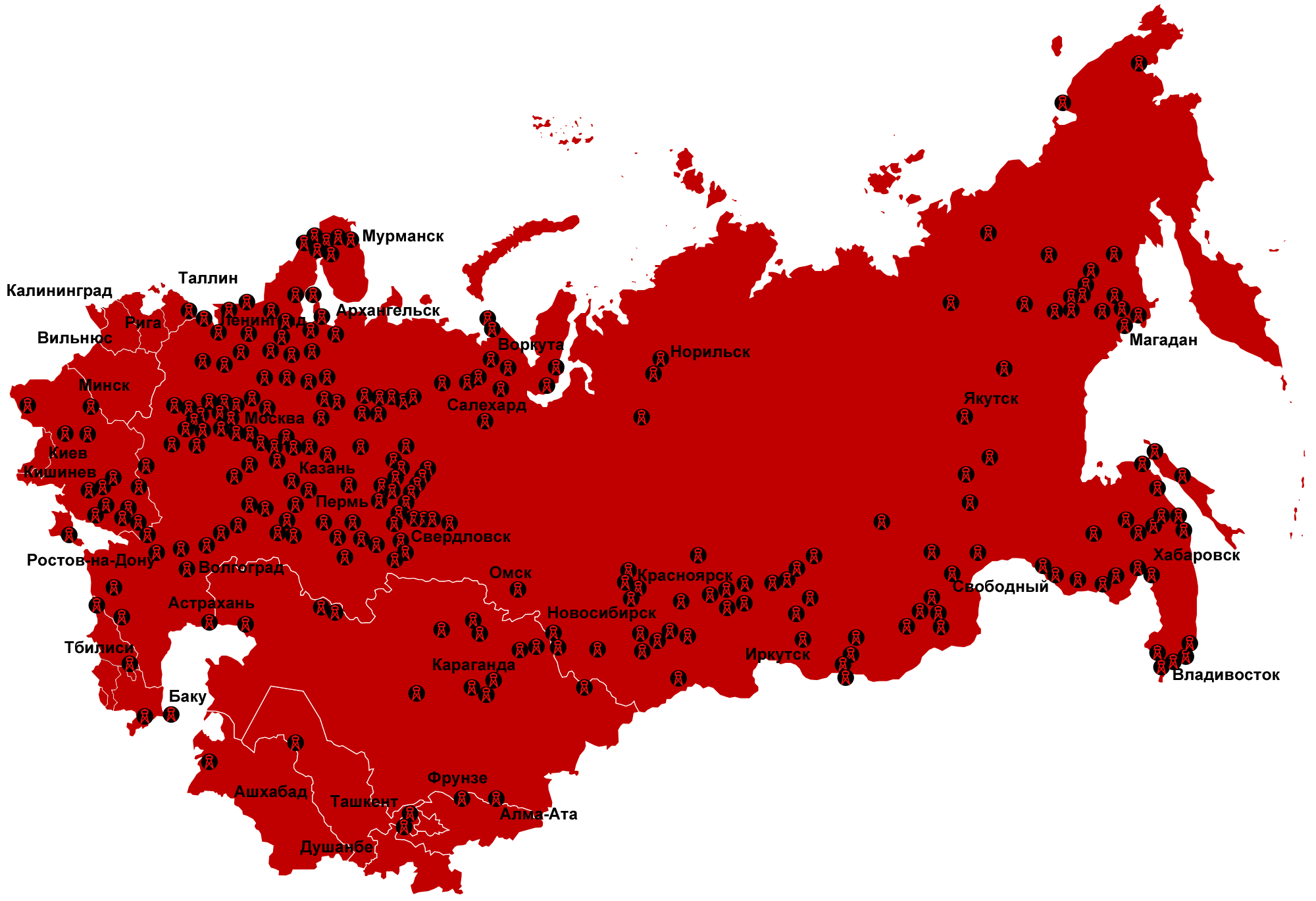
خريطة متكاملة لمعسكرات العمل، التي كان قائمة في الفترة بين عامي 1923-1961، استنادا إلى بيانات من جمعية حقوق الإنسان «ميموريال»»

جولاج أو معتقل سيبريا (بالروسية: ГУЛаг) وهو اختصار روسي لعبارة المديرية الرئيسية للمخيمات (بالروسية: Главное управление лагерей)، هو الاسم الذي كان يطلق على معسكرات الاعتقال السوفييتية، إذ أُنشئت شبكة من معسكرات العمل الجبري بأمر من فلاديمير لينين، وبلغت ذروتها خلال حكم جوزيف ستالين من الثلاثينيات إلى أوائل الخمسينيات. يستخدم المتحدثون باللغة الإنجليزية أيضًا كلمة (جولاج) من أجل الإشارة إلى جميع معسكرات العمل القسري التي كانت موجودة في الاتحاد السوفييتي، بما في ذلك المعسكرات التي كانت موجودة في حقبة ما بعد لينين. 
يُعترف بجولاج كأداة رئيسية للقمع السياسي في الاتحاد السوفييتي. ضمت المعسكرات مجموعة واسعة من المدانين، من المجرمين الصغار إلى السجناء السياسيين، وقد أدين عدد كبير منهم بإجراءات مبسطة، مثل الـ(إن كي في دي ترويكا) أو بأدوات أخرى للعقاب خارج نطاق القضاء. في 1918-1922، كانت الوكالة تدار من قبل شيكا، تليها جي بّي يو (1922-1923)، وأوه جي بّي يو (1923-1934)، ولاحقًا من قبل إن كي في دي (1934-1946)، وفي السنوات الأخيرة من قبل وزارة الشؤون الداخلية (إم في دي). أُنشئ معسكر سجن سولوفكي -وهو أول معسكر عمل إصلاحي بعد الثورة- في عام 1918 وأُضفيت الشرعية عليه بموجب مرسوم بشأن إنشاء معسكرات السخرة في 15 أبريل 1919.
نما نظام الاعتقال بسرعة، إذ وصل إلى 100000 معتقل في عشرينيات القرن الماضي. وفقًا لنيكولاس ويرث، تفاوت معدل الوفيات السنوي في معسكرات الاعتقال السوفيتية بشدة، إذ وصل إلى 5٪ (1933) و 20٪ (1942-1943) بينما انخفض انخفاضًا كبيرًا في سنوات ما بعد الحرب (نحو 1 إلى 3٪ سنويًا في بداية الخمسينيات). في عام 1956، انخفض معدل الوفيات إلى 0.4٪. الإجماع الناشئ بين العلماء الذين يستخدمون البيانات الأرشيفية الرسمية هو أنه من بين 18 مليونًا كانوا قد أُرسلوا إلى جولاج من عام 1930 إلى عام 1953، لقي ما يقرب من 1.5 إلى 1.7 مليون شخصًا حتفهم هناك أو بعد خروجهم بأسباب حاصلة منذ أيام الاعتقال. ومع ذلك، يشكك بعض المؤرخين في مصداقية مثل هذه البيانات وبدلًا من ذلك يعتمدون بشدة على المصادر الأدبية التي تصل إلى تقديرات أعلى. لم يجد باحثو الأرشيف أي خطة لتدمير سكان معسكرات العمل ولا بيان نية رسمية لقتلهم، وتجاوز الإفراج عن السجناء عدد الوفيات في معسكر الجولاج. يمكن أن يُعزى ذلك جزئيًا إلى الممارسة الشائعة المتمثلة في إطلاق سراح السجناء الذين كانوا إما يعانون من أمراض مستعصية أو على وشك الموت.
فور وفاة ستالين، اتخذت المؤسسة السوفيتية إجراءات من أجل تفكيك نظام جولاج. صدر عفو عام في أعقاب وفاة ستالين مباشرة، على الرغم من أنه اقتصر على السجناء غير السياسيين والسجناء السياسيين الذين حكم عليهم بما لا يزيد عن 5 سنوات. بعد ذلك بوقت قصير، انتُخب نيكيتا خروتشوف أمينًا عامًا للحزب الشيوعي للاتحاد السوفيتي، وبدأ عمليات إزالة الستالينية وخروتشوف ثاو، ما أدى إلى إطلاق سراح جماعي وإعادة تأهيل السجناء السياسيين. انتهى نظام جولاج نهائيًا بعد ست سنوات في 25 يناير 1960، عندما حُلت بقايا الإدارة من قبل خروتشوف. لم تُلغى الممارسة القانونية المتمثلة في الحكم على المدانين بالأشغال الشاقة بشكل كامل، على الرغم من تقييدها، وما تزال مستمرة حتى يومنا هذا، على الرغم من صفتها المحدودة للغاية في الاتحاد الروسي.
ألكسندر سولجينتسين، الحائز على جائزة نوبل في الأدب، والذي نجا من ثماني سنوات من الاعتقال في سجن جولاج، أعطى المصطلح سمعته الدولية مع نشر أرخبيل جولاج في عام 1973. وشبه المؤلف المعسكرات المتفرقة بسلسلة من الجزر. كشاهد عيان، وصف جولاج بأنه نظام يعمل فيه الناس حتى الموت. في مارس 1940، كان هناك 53 مديرية من معسكرات جولاج (يشار إليها بالعامية ببساطة باسم المعسكرات) و 423 مستعمرة عمالية في الاتحاد السوفيتي. العديد من بلدات ومدن التعدين والصناعة في شمال وشرق روسيا وفي كازاخستان مثل كاراجندا ونوريلسك وفوركوتا وماغادان، كانت في الأصل كتلًا من المعسكرات التي بناها السجناء ثم أدارها سجناء سابقون.